# There is no alternative

TINA, le fameux acronyme thatchérien de « There is no alternative », qu’ils vont répéter et faire répéter par tous les médias jusqu’à ce qu’il soit entendu comme une vérité révélée. Il n’y a pas d’alternative au capitalisme, au marché, à la mondialisation, à la déréglementation financière, aux baisses de salaires, aux délocalisations, à la disparition des protections sociales, etc. Cette idéologie va infester les sociétés occidentales, provoquer le déclassement social du plus grand nombre et des profits gigantesques pour quelques-uns.
Traducción al español: TINA, el conocido acrónimo thatcheriano « There is no alternative », será repetido una y otra vez y respetado por todos los medios masivos de comunicación, hasta que sea entendido como una verdad revelada. No hay alternativa al capitalismo, al mercado, a la globalización, a la desregulación financiera, a los salarios en niveles controlados, a la deslocalización industrial, a la disminución de las protecciones sociales, etc. Esta ideología va infestar a las sociedades occidentales, provocando perjuicios a muchos así como ingresos gigantescos a unos pocos.

La expresión en inglés there is no alternative –TINA– (en español : « no hay alternativa o no hay elección ») es un eslogan político corrientemente atribuido a Margaret Thatcher cuando ella era primera ministra del Reino Unido. Este eslogan puede interpretarse como que el mercado, el capitalismo, y la mundialización, son fenómenos necesarios y beneficiosos, y que cualquier otra orientación está destinada al fracaso. En realidad, justo es señalar que Margaret Thatcher verdaderamente utilizó muy poco esta expresión durante su carrera política, al menos en sus numerosas intervenciones oficiales y parlamentarias. No obstante ello, a nivel popular y mediático, la expresión (particularmente bajo el acrónimo «TINA») siguió siendo utilizada como sinónimo del tipo de orientación política impulsada por la entonces llamada "Dama de hierro".
Según los altermundialistas, este eslogan caracteriza muy bien el orden mundial actual (consultar el artículo nuevo orden mundial). Jean Ziegler por ejemplo, en su libro del año 2003 titulado Les nouveaux maîtres du monde et ceux qui leur résistent, señala a este eslogan o concepto emblemático, como el tercer poder totalitario más importante, después del bolchevismo y el nazismo:

Il n'y a pas d'alternative au système émergeant du mercantilisme mis en place par les entreprises, s'appuyant sur l'État et décliné à l'aide de différents mantra tels mondialisation et libre-échange
Traducción al español: No hay alternativa al sistema emergente del mercantilismo implementado por las empresas, y apoyándose en los Estados y en algunos mantras tales como por ejemplo mundialización y libre intercambio

No obstante, para Noam Chomsky, « oponerse a “Tina”, es afrontar un emprendimiento intelectual que no puede asimilarse ni a los campos de concentración ni al gulag », ya que, según ese conocido lingüista estadounidense, existe una « oposición contra la globalización económica a escala mundial ».

## Ejemplos de uso
La compañía petrolera anglo-neerlandesa Shell frecuentemente ha hecho referencia a este acrónimo «TINA» en varios de sus estudios sobre anticipación económica.
- «What the world has learned in the 1990s is that ‘THERE IS NO ALTERNATIVE’ to adapting to these powerful forces – ‘TINA’»[9]

- «The power of TINA does not mean the end of history. Other forces – cultural, social, political – interact with those of TINA».[10]

El grupo musical británico Enter Shikari publicó en marzo de 2020 un tema titulado T.I.N.A. en el que explora este concepto.
En Francia, el libro Il n'y a pas d'alternative!: trente ans de propagande économique (consultar bibliografía) comienza por una lista de citaciones que precisamente utilizan estos términos y conceptos.